# Max Besora
Max Besora i Mascarella (Barcelona, 1980) es un escritor español en lengua catalana.

## Biografía
Doctorado en Literatura por la Universidad de Barcelona, comenzó como autor con el libro de poemas L'espectre electromagnètic (Pagès Editors, 2008) y las novelas Vulcano (LaBreu Edicions, 2011), La tècnica meravellosa: una novel·la de campus (Males Herbes, 2014) y Aventures i desventures de l'insòlit i admirable Joan Orpí, conquistador i fundador de la Nova Catalunya (Males Herbes, 2017), por el que recibió el Premio Ciutat de Barcelona de Literatura en lengua catalana 2017 y que fue publicado en Estados Unidos por Open Letter Books, con traducción de Mara Faye Lethem como The Adventures and Misadventures of the Extraordinary and Admirable Joan Orpí, Conquistador and Founder of New Catalonia. También ha participado en diversas antologías de relatos y de poesía, y ha publicado junto con el escritor, Borja Bagunyà, Trapologia (Ara Llibres, 2018), un libro de no ficción sobre el mundo de la música trap. En 2020 publica La Musa Fingida, editada en catalán (Males Herbes, 2020) y en castellano (Orciny Press, 2020) al mismo tiempo y en dos versiones ligeramente diferentes. En 2021 reedita su primera novela, Vulcano, ilustrada por Nino Cabero (en catalán por Labreu edicions y en español por H&O editores). En 2022 edita su última novela, La veu del seu amo: autobiografia d'un gos traduïda de l'original en llenguatge caní (Males Herbes).

## Obra publicada
Poesía
- L'espectre electromagnètic, XLIV Premio Recvll – Benet Ribas de poesía (Pagès Editors, 2009)[4]

Novelas
- Vulcano (LaBreu Edicions, 2011)[5]
- La tècnica meravellosa (Editorial Males Herbes, 2014)[6]
- Aventures i desventures de l'insòlit i admirable Joan Orpí, conquistador i fundador de la Nova Catalunya (Editorial Males Herbes, 2017).[7][8]
- Trapologia (Ara llibres, 2018) con Borja Bagunyà.
- La musa fingida (Editorial Males Herbes / Orciny Press, 2020)[9]
- Vulcano, edición ilustrada por Nino Cabero (H&O/Labreu edicions, 2021)
- La veu del seu amo (Males Herbes, 2022)

Antologías
- Els caus secrets: Antologia d'escriptors dels Països Catalans posteriors al 1972, edición a cargo de Sebastià Bennasar (Editorial Moll, 2013)
- Punts de fuga: 26 relats sobre viatges en el temps (Editorial Males Herbes, 2015)
- 10 relats ecofuturistes (Cryptshow & Males Herbes, 2016)[10]